# Gorge (filla de Megareu)
Segons la mitologia grega, Gorge (en grec antic: Γόργη, 'Gorgué') va ser una filla de Megareu, heroi beoci. Estava casada amb Corint, el fundador de la ciutat del mateix nom.
Van matar els seus fills, i Gorge, desesperada, es va llançar a un llac proper que va prendre des d'aquell moment, el nom de llac Gorgopis.